# Djupemar
Djupemar är en sjö i Mönsterås kommun i Småland och ingår i Emån-Alsteråns kustområde. Sjön har en area på 0,0759 kvadratkilometer och ligger 2,2 meter över havet. Djupemar ligger i Vållö Natura 2000-område.

## Delavrinningsområde
Djupemar ingår i det delavrinningsområde (633158-154880) som SMHI kallar för Rinner till Taktöområdet sek namn. Medelhöjden är 2 meter över havet och ytan är 1,59 kvadratkilometer. Det finns inga avrinningsområden uppströms utan avrinningsområdet är högsta punkten. Avrinningsområdets utflöde mynnar i havet, utan att ha någon enskild mynningsplats.